# Constant de Catalan
En matemàtiques, la constant de Catalan (denotada K (en aquest article),  G (per exemple, Borwein et al. 2004, p. 49), o C (Wolfram Language)), anomenada així en honor del matemàtic franco-belga Eugène Charles Catalan, és el nombre definit per:
{\displaystyle K=\beta (2)=\sum _{n=0}^{\infty }{\frac {(-1)^{n}}{(2n+1)^{2}}}={\frac {1}{1^{2}}}-{\frac {1}{3^{2}}}+{\frac {1}{5^{2}}}-{\frac {1}{7^{2}}}+{\frac {1}{9^{2}}}-\cdots }
on {\displaystyle \beta } és la funció beta de Dirichlet.
El seu valor numèric és aproximadament:
{\displaystyle K=0,915965594177219015054603514932384110774...}(seqüència A006752, OEIS)
No se sap si {\displaystyle K} és irracional, i molt menys transcendent.
Concretament, la constant de Catalan es defineix com el valor numèric de la següent integral:

{\displaystyle {\frac {1}{2}}\int _{0}^{1}K(k)\ dk={\frac {1}{2}}\int _{k=0}^{1}\int _{\theta =0}^{\pi /2}{\frac {d\theta \ dk}{\sqrt {1-k^{2}\sin ^{2}\theta }}}={\frac {1}{1^{2}}}-{\frac {1}{3^{2}}}+{\frac {1}{5^{2}}}-\dots =0,915965594...}

on {\displaystyle K(k)\;} és la integral el·líptica de primera espècie.
La sèrie similar, però aparentment més complicada
{\displaystyle \sum _{n=0}^{\infty }{\frac {(-1)^{n}}{(2n+1)^{3}}}={\frac {1}{1^{3}}}-{\frac {1}{3^{3}}}+{\frac {1}{5^{3}}}-{\frac {1}{7^{3}}}+{\frac {1}{9^{3}}}-\cdots }
es pot avaluar exactament i val {\displaystyle \pi ^{3}/32} .

## Identitats integrals
Algunes identitats que impliquen integrals definides inclouen:
{\displaystyle {\begin{aligned}K&=\iint _{[0,1]^{2}}\!{\frac {1}{1+x^{2}y^{2}}}\,dx\,dy\\[3pt]K&=\int _{1}^{\infty }{\frac {\ln t}{1+t^{2}}}\,dt\\[3pt]K&=-\int _{0}^{1}{\frac {\ln t}{1+t^{2}}}\,dt\\[3pt]K&=\int _{0}^{\frac {\pi }{4}}{\frac {t}{\sin t\cos t}}\,dt\\[3pt]K&={\tfrac {1}{4}}\int _{-{\frac {\pi }{2}}}^{\frac {\pi }{2}}{\frac {t}{\sin t}}\,dt\\[3pt]K&=\int _{0}^{\frac {\pi }{4}}\ln \cot t\,dt\\[3pt]K&=-\int _{0}^{\frac {\pi }{4}}\ln \tan t\,dt\\[3pt]K&={\tfrac {1}{2}}\int _{0}^{\frac {\pi }{2}}\ln(\sec t+\tan t)\,dt\\[3pt]K&=\int _{0}^{1}{\frac {\arccos t}{\sqrt {1+t^{2}}}}\,dt\\[3pt]K&=\int _{0}^{1}{\frac {\operatorname {arsinh} t}{\sqrt {1-t^{2}}}}\,dt\\[3pt]K&=\int _{0}^{\infty }\arctan e^{-t}\,dt\\[3pt]K&={\tfrac {1}{2}}\int _{0}^{\infty }{\frac {t}{\cosh t}}\,dt\\[3pt]K&={\frac {\pi }{2}}\int _{1}^{\infty }{\frac {(t^{4}-6t^{2}+1)\ln \ln t}{(1+t^{2})^{3}}}\,dt\\[3pt]K&=1+\lim _{\alpha \to {1^{-}}}\!\left\{\int _{0}^{\alpha }\!{\frac {(1+6t^{2}+t^{4})\arctan {t}}{t(1-t^{2})^{2}}}\,dt+2\operatorname {arctanh} {\alpha }-{\frac {\pi \alpha }{1-\alpha ^{2}}}\right\}\\[3pt]K&=1-{\frac {1}{8}}\iint _{\mathbb {R} ^{2}}\!\!{\frac {x\sin(2xy/\pi )}{\,(x^{2}+\pi ^{2})\cosh x\sinh y\,}}\,dxdy\end{aligned}}}
on les últimes tres fórmules estan relacionades amb les integrals de Malmsten.
Si {\displaystyle K(k)} és la integral el·líptica completa de primera espècie, com a funció del mòdul el·líptic {\displaystyle k}, llavors
{\displaystyle K={\tfrac {1}{2}}\int _{0}^{1}\mathrm {K} (k)\,dk}
Amb la funció gamma {\displaystyle \Gamma (x+1)=x!}
{\displaystyle {\begin{aligned}K&={\frac {\pi }{4}}\int _{0}^{1}\Gamma \left(1+{\frac {x}{2}}\right)\Gamma \left(1-{\frac {x}{2}}\right)\,dx\\&={\frac {\pi }{2}}\int _{0}^{\frac {1}{2}}\Gamma (1+y)\Gamma (1-y)\,dy\end{aligned}}}
La integral
{\displaystyle K=\operatorname {Ti} _{2}(1)=\int _{0}^{1}{\frac {\arctan t}{t}}\,dt}
és una funció especial coneguda, anomenada integral tangent inversa, i estudiada àmpliament per Srinivasa Ramanujan.

## Usos
{\displaystyle K} apareix en combinatòria, així com en valors de la segona funció poligamma, també anomenada funció trigamma, a arguments fraccionaris:
{\displaystyle {\begin{aligned}\psi _{1}\left({\tfrac {1}{4}}\right)&=\pi ^{2}+8K\\\psi _{1}\left({\tfrac {3}{4}}\right)&=\pi ^{2}-8K.\end{aligned}}}
Simon Plouffe ofereix una col·lecció infinita d'identitats entre la funció trigamma, {\displaystyle \pi ^{2}} i la constant de Catalan; aquestes es poden expressar com a camins en un graf.
En la topologia en dimensions baixes, la constant de Catalan és un múltiple racional del volum d'un octàedre hiperbòlic ideal i, per tant, del volum hiperbòlic del complement de la baula de Whitehead.
També apareix en relació amb la distribució hiperbòlica secant.

## Relació amb altres funcions especials
La constant de Catalan es produeix amb freqüència en relació amb la funció de Clausen, la integral tangent inversa, la integral de sinus inversa, la funció G-Barnes, així com les integrals i les sèries que es poden sumar en funció de les funcions esmentades.
Com a exemple concret, expressant primer la integral tangent inversa en la seva forma tancada (en termes de funcions Clausen) i després expressant les funcions Clausen en termes de la funció G-Barnes, s'obté la següent expressió (vegeu la funció de Clausen per a més informació) :
{\displaystyle K=4\pi \log \left({\frac {K\left({\frac {3}{8}}\right)K\left({\frac {7}{8}}\right)}{K\left({\frac {1}{8}}\right)K\left({\frac {5}{8}}\right)}}\right)+4\pi \log \left({\frac {\Gamma \left({\frac {3}{8}}\right)}{\Gamma \left({\frac {1}{8}}\right)}}\right)+{\frac {\pi }{2}}\log \left({\frac {1+{\sqrt {2}}}{2\left(2-{\sqrt {2}}\right)}}\right)}.
Si es defineix el transcendent de Lerch {\displaystyle \Phi (z,s,\alpha )} (relacionat amb la funció zeta de Lerch) per
{\displaystyle \Phi (z,s,\alpha )=\sum _{n=0}^{\infty }{\frac {z^{n}}{(n+\alpha )^{s}}},}
llavors
{\displaystyle K={\tfrac {1}{4}}\Phi \left(-1,2,{\tfrac {1}{2}}\right).}

## Sèries de convergència ràpida
Les dues fórmules següents impliquen sèries de convergència ràpida i, per tant, són adequades per al càlcul numèric:
{\displaystyle {\begin{aligned}K&=3\sum _{n=0}^{\infty }{\frac {1}{2^{4n}}}\left(-{\frac {1}{2(8n+2)^{2}}}+{\frac {1}{2^{2}(8n+3)^{2}}}-{\frac {1}{2^{3}(8n+5)^{2}}}+{\frac {1}{2^{3}(8n+6)^{2}}}-{\frac {1}{2^{4}(8n+7)^{2}}}+{\frac {1}{2(8n+1)^{2}}}\right)-\\&\qquad -2\sum _{n=0}^{\infty }{\frac {1}{2^{12n}}}\left({\frac {1}{2^{4}(8n+2)^{2}}}+{\frac {1}{2^{6}(8n+3)^{2}}}-{\frac {1}{2^{9}(8n+5)^{2}}}-{\frac {1}{2^{10}(8n+6)^{2}}}-{\frac {1}{2^{12}(8n+7)^{2}}}+{\frac {1}{2^{3}(8n+1)^{2}}}\right)\end{aligned}}}
i
{\displaystyle K={\frac {\pi }{8}}\log \left(2+{\sqrt {3}}\right)+{\frac {3}{8}}\sum _{n=0}^{\infty }{\frac {1}{(2n+1)^{2}{\binom {2n}{n}}}}.}
Els fonaments teòrics d'aquesta sèrie es donen per Broadhurst, per a la primera fórmula, i Ramanujan, per a la segona fórmula. Els algorismes per a l'avaluació ràpida de la constant de Catalan van ser construïts per E. Karatsuba.

## Dígits coneguts
El nombre de dígits coneguts de la constant de Catalan (K) ha augmentat de manera espectacular durant les últimes dècades. Això es deu tant a l'augment de rendiment de les computadores com a les millores algorítmiques.
| Data                  | Dígits decimals | Càlcul realitzat per...          |
| --------------------- | --------------- | -------------------------------- |
| 1832                  | 16              | Thomas Clausen                   |
| 1858                  | 19              | Carl Johan Danielsson Hill       |
| 1864                  | 14              | Eugène Charles Catalan           |
| 1877                  | 20              | James W. L. Glaisher             |
| 1913                  | 32              | James W. L. Glaisher             |
| 1990                  | 20.000          | Greg J. Fee                      |
| 1996                  | 50.000          | Greg J. Fee                      |
| 1996 (14 d'agost)     | 100.000         | Greg J. Fee i Simon Plouffe      |
| 1996 (29 de setembre) | 300.000         | Thomas Papanikolaou              |
| 1996                  | 1.500.000       | Thomas Papanikolaou              |
| 1997                  | 3.379.957       | Patrick Demichel                 |
| 1998 (4 de gener)     | 12.500.000      | Xavier Gourdon                   |
| 2001                  | 100.000.500     | Xavier Gourdon i Pascal Sebah    |
| 2002                  | 201.000.000     | Xavier Gourdon i Pascal Sebah    |
| 2006 (octubre)        | 5.000.000.000   | Shigeru Kondo i Steve Pagliarulo |
| 2008 (agost)          | 10.000.000.000  | Shigeru Kondo i Steve Pagliarulo |
| 2009 (31 de gener)    | 15.510.000.000  | Alexander J. Yee i Raymond Chan  |
| 2009 (16 d'abril)     | 31.026.000.000  | Alexander J. Yee i Raymond Chan  |
| 2015 (7 de juny)      | 200.000.001.100 | Robert J. Setti                  |
| 2016 (12 d'abril)     | 250.000.000.000 | Ron Watkins                      |
| 2019 (16 de febrer)   | 300.000.000.000 | Tizian Hanselmann                |
| 2019 (29 de març)     | 500.000.000.000 | Mike A i Ian Cutress             |